# Synallactes viridilimus
Synallactes viridilimus is een zeekomkommer uit de familie Synallactidae.
De wetenschappelijke naam van de soort werd in 1952 gepubliceerd door Gustave Cherbonnier.